# Rudziszki (stacja kolejowa na Litwie)
Rudziszki (lit. Rūdiškės, ros. Рудишкес) – stacja kolejowa w miejscowości Rudziszki, w okręgu wileńskim, w rejonie trockim, na Litwie. Leży na linii dawnej Kolei Warszawsko-Petersburskiej.
Stacja powstała w XIX w. pomiędzy stacjami Olkieniki a Landwarów. W dwudziestoleciu międzywojennym stacja leżała w Polsce.
Na stacji zachowały się polski i rosyjski repery.